# Guido Falaschi

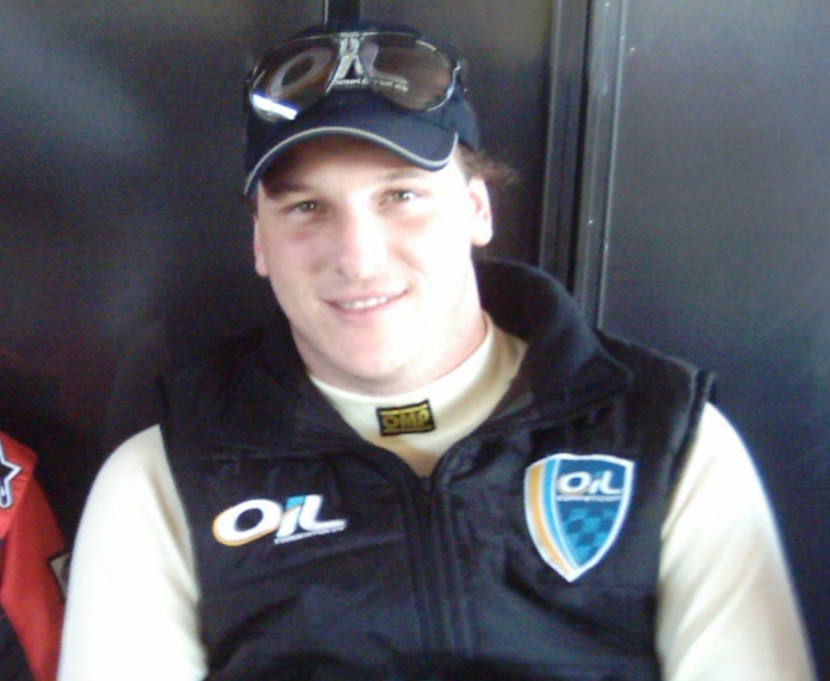
Guido Falaschi

Guido Falaschi (Las Parejas, 1 oktober 1989 – Balcarce, 13 november 2011) was een Argentijns autocoureur.

## Carrière
Falaschi begon zijn carrière in de karting en tussen 2005 en 2007 reed hij in het Argentijnse Formule Renault-kampioenschap. Vanaf 2009 was hij aan de slag in het Turismo Carretera, het oudste toerwagenkampioenschap ter wereld, dat in Argentinië gehouden wordt. Tijdens een race in dit kampioenschap op de Autodromo Juan Manuel Fangio in Balcarce raakte Falaschi op 22-jarige leeftijd betrokken bij een ongeval waarbij hij om het leven kwam.